# Prinzersdorf
Prinzersdorf ist eine Marktgemeinde mit 1740 Einwohnern (Stand 1. Jänner 2025) im Bezirk St. Pölten in Niederösterreich.

## Geografie
Prinzersdorf liegt im Mostviertel in Niederösterreich westlich von Sankt Pölten im Tal der Pielach am Südrand des Dunkelsteinerwaldes. Die Fläche der Marktgemeinde umfasst 4,06 Quadratkilometer. 11,37 Prozent der Fläche sind bewaldet.

### Gemeindegliederung
Das Gemeindegebiet umfasst folgende zwei Ortschaften (in Klammern Einwohnerzahl Stand 1. Jänner 2025):
- Prinzersdorf (1685)
- Uttendorf (55)

Die Gemeinde besteht aus den Katastralgemeinden Prinzersdorf und Uttendorf.

### Nachbargemeinden
|                      | Hafnerbach                                  |            |
|                      | Kompassrose, die auf Nachbargemeinden zeigt | Gerersdorf |
| Markersdorf-Haindorf |                                             |            |

## Geschichte
Ausgrabungen im Traisental und in Hafnerbach lassen darauf schließen, dass auch Prinzersdorf schon früh besiedelt war. In der Römerzeit führte eine Straße vom heutigen St. Pölten über Gerersdorf und Weitendorf nach Uttendorf, überquerte dort die Pielach und verlief weiter nach Westen. Südlich dieser Straße wurden Tonscherben aus dem 8. Jahrhundert nach Christus gefunden.
Die Gründung des Ortes erfolgte voraussichtlich um 800 nach Christus durch Slawen unter einem Führer Brumeslaw. Die erste urkundliche Erwähnung stammt aus dem Jahr 1058. Agnes, die Witwe von Kaiser Heinrich III., hatte auf dem Marchfeld mit den Ungarn einen Friedensvertrag geschlossen. Auf der Rückreise nach Regensburg stellte sie für ihren Sohn eine Urkunde mit dem Schlussvermerk actum Brvmeslawesdorf aus.
Ungefähr zur gleichen Zeit entstand an der Pielachfurt der alten Römerstraße ein Meierhof zur Absicherung des Flussdurchganges. Udalram von Ottendorf wird 1115 als erster Lehensträger urkundlich genannt. Den Uttendorfern gelang der Aufstieg vom niederen Landadel zu einem Geschlecht von überregionaler Bedeutung. 1369 verkauften sie den Edelsitz an das Kloster St. Pölten und ließen sich ein paar Kilometer nördlich in Goldegg nieder. Bis zur Aufhebung der Grundherrschaften 1848 gehörte ein Großteil des Ortes zur Herrschaft Goldegg.
Ab 1520 zogen mehrfach plündernde türkische Heerhaufen durch Prinzendorf und Uttendorf. Obwohl die Gemeinden sowohl die eigenen als auch die fremden Heere versorgen mussten, gelang die Entwicklung eines bescheidenen Wohlstandes. Neben den Bauern waren auch Weber, Schneider, Schuster, Müller, Schmiede, Tischler und Wagner ansässig.
Um 1625 wurde die Postkutschen-Verbindung von Melk nach St. Pölten aufgenommen und Prinzersdorf erhielt eine Pferde-Umspannstation.
Kaiser Karl VI. verbreiterte im Jahr 1731 den Poststeig zu einer Militärstraße durch das Alpenvorland.  Als Maria Theresia 1740 auf dieser „Kaiserstraße“ durch Prinzendorf zog, wurde ihr zu Ehren eine Kapelle errichtet.
Der 1821 fertiggestellte „Franciscäische Kataster“ zeigt Prinzersdorf als Katastrale der Gemeinde Gerersdorf.
In der Mitte des 19. Jahrhunderts brachte der Bau der Kaiserin Elisabeth-Westbahn einen wirtschaftlichen Aufschwung. Es profitierte der bestehende Ziegelofen, aber auch neue Unternehmungen wie die Maschinenfabrik Friedrich Valentin Wachs wurden gegründet. Wegen der dadurch entstehenden Arbeitsplätze setzte ein starker Zuzug ein.
1950 trennte sich Prinzersdorf von Gerersdorf und wurde eine eigenständige Gemeinde. Die Markterhebung Prinzersdorfs erfolgte am 21. September 1969.

### Religionen
Seit 1966 gibt es die Filialkirche „Zur Hl. Familie“ im Ort, Prinzersdorf gehört heute (Stand 2025) zum Pfarrverband Heiliger Johannes Nepomuk im Pielachbogen. Weitere Mitgliedsgemeinden sind: Gerersdorf, Hafnerbach und Haunoldstein.

### Einwohnerentwicklung
Nach dem Ergebnis der Volkszählung 2001 gab es 1413 Einwohner. 1991 hatte die Marktgemeinde 1306 Einwohner, 1981 1199 und im Jahr 1971 1113 Einwohner.

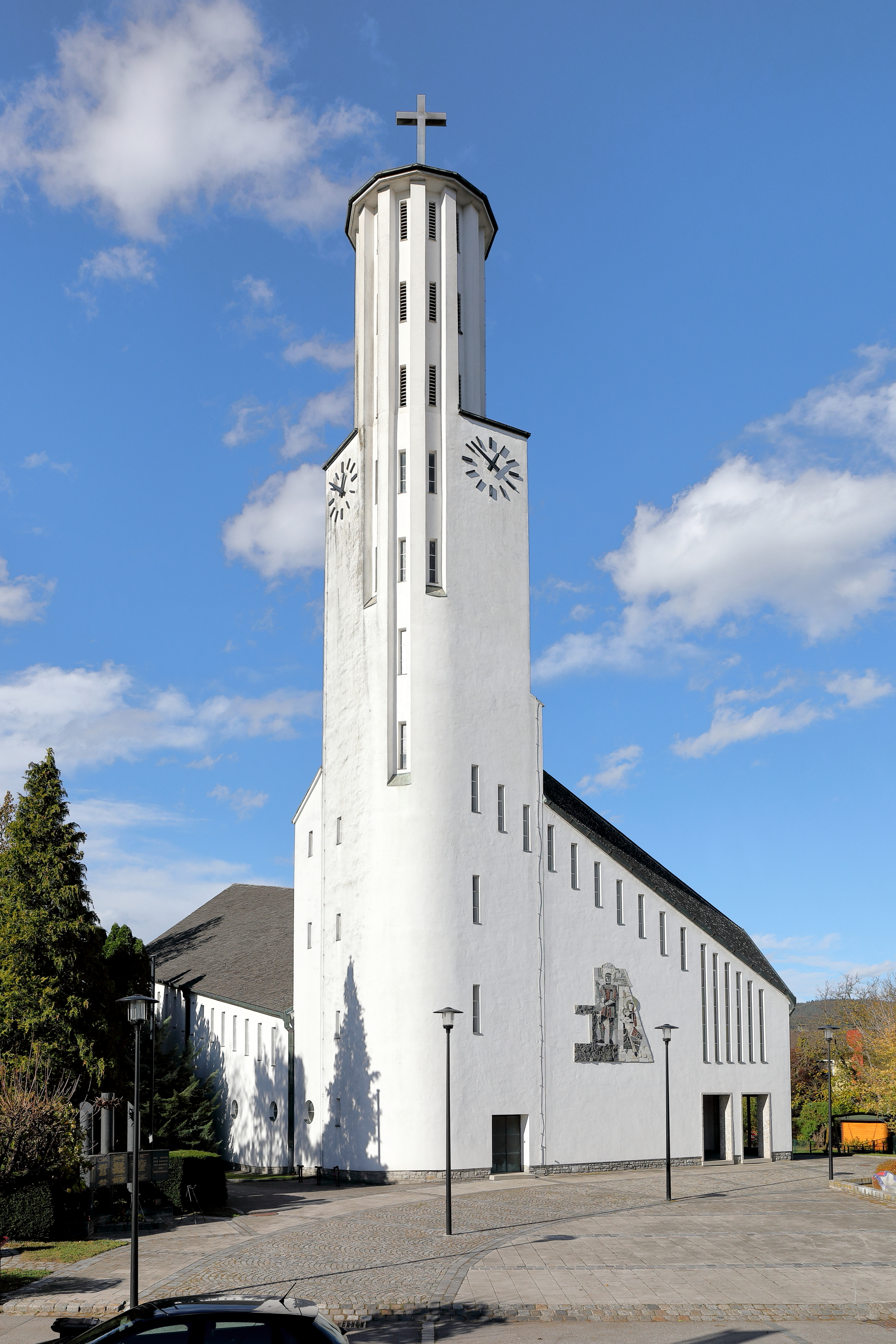
Filialkirche Prinzersdorf

| Prinzersdorf: Einwohnerzahlen von 1869 bis 2025     | Prinzersdorf: Einwohnerzahlen von 1869 bis 2025 | Prinzersdorf: Einwohnerzahlen von 1869 bis 2025 | Prinzersdorf: Einwohnerzahlen von 1869 bis 2025 | Prinzersdorf: Einwohnerzahlen von 1869 bis 2025 |
| --------------------------------------------------- | ----------------------------------------------- | ----------------------------------------------- | ----------------------------------------------- | ----------------------------------------------- |
| Jahr                                                |                                                 |                                                 |                                                 | Einwohner                                       |
| 1869                                                | 1869                                            |                                                 | 330                                             | 330                                             |
| 1880                                                | 1880                                            |                                                 | 501                                             | 501                                             |
| 1890                                                | 1890                                            |                                                 | 486                                             | 486                                             |
| 1900                                                | 1900                                            |                                                 | 512                                             | 512                                             |
| 1910                                                | 1910                                            |                                                 | 643                                             | 643                                             |
| 1923                                                | 1923                                            |                                                 | 616                                             | 616                                             |
| 1934                                                | 1934                                            |                                                 | 724                                             | 724                                             |
| 1939                                                | 1939                                            |                                                 | 798                                             | 798                                             |
| 1951                                                | 1951                                            |                                                 | 807                                             | 807                                             |
| 1961                                                | 1961                                            |                                                 | 983                                             | 983                                             |
| 1971                                                | 1971                                            |                                                 | 1.113                                           | 1.113                                           |
| 1981                                                | 1981                                            |                                                 | 1.199                                           | 1.199                                           |
| 1991                                                | 1991                                            |                                                 | 1.306                                           | 1.306                                           |
| 2001                                                | 2001                                            |                                                 | 1.413                                           | 1.413                                           |
| 2011                                                | 2011                                            |                                                 | 1.606                                           | 1.606                                           |
| 2021                                                | 2021                                            |                                                 | 1.636                                           | 1.636                                           |
| 2025                                                | 2025                                            |                                                 | 1.740                                           | 1.740                                           |
| Quelle(n): Statistik Austria, Gebietsstand 1.1.2021 |                                                 |                                                 |                                                 |                                                 |

## Kultur und Sehenswürdigkeiten
- Filialkirche Prinzersdorf: Die röm.-kath. Kirche befindet sich  in Prinzersdorf auf einem weiträumigen Platz nördlich der Durchzugsstraße. Sie steht unter Denkmalschutz.

## Wirtschaft und Infrastruktur

### Wirtschaftssektoren
Im Jahr 2010 wurden von den sieben landwirtschaftlichen Betrieben vier im Haupt-, zwei im Nebenerwerb und eine von einer juristischen Person geführt. Diese eine bewirtschaftete mehr als die Hälfte der Flächen. Im Produktionssektor waren sechzig Prozent der Erwerbstätigen mit der Herstellung von Waren beschäftigt, vierzig Prozent arbeiteten im Baugewerbe. Die größten Arbeitgeber im Dienstleistungssektor waren die sozialen und öffentlichen Dienste sowie der Handel.
| Wirtschaftssektor            | Anzahl Betriebe | Anzahl Betriebe | Erwerbstätige | Erwerbstätige |
| Wirtschaftssektor            | 2011            | 2001            | 2011          | 2001          |
| ---------------------------- | --------------- | --------------- | ------------- | ------------- |
| Land- und Forstwirtschaft 1) | 7               | 8               | 6             | 11            |
| Produktion                   | 18              | 17              | 134           | 162           |
| Dienstleistung               | 108             | 62              | 399           | 393           |

1) Betriebe mit Fläche in den Jahren 2010 und 1999

### Arbeitsmarkt, Pendeln
Von den beinahe 800 Erwerbstätigen, die im Jahr 2011 in Prinzersdorf wohnten, pendelten mehr als achtzig Prozent aus. Von den umliegenden Gemeinden kamen 400 Menschen zur Arbeit nach Prinzersdorf.

### Verkehr

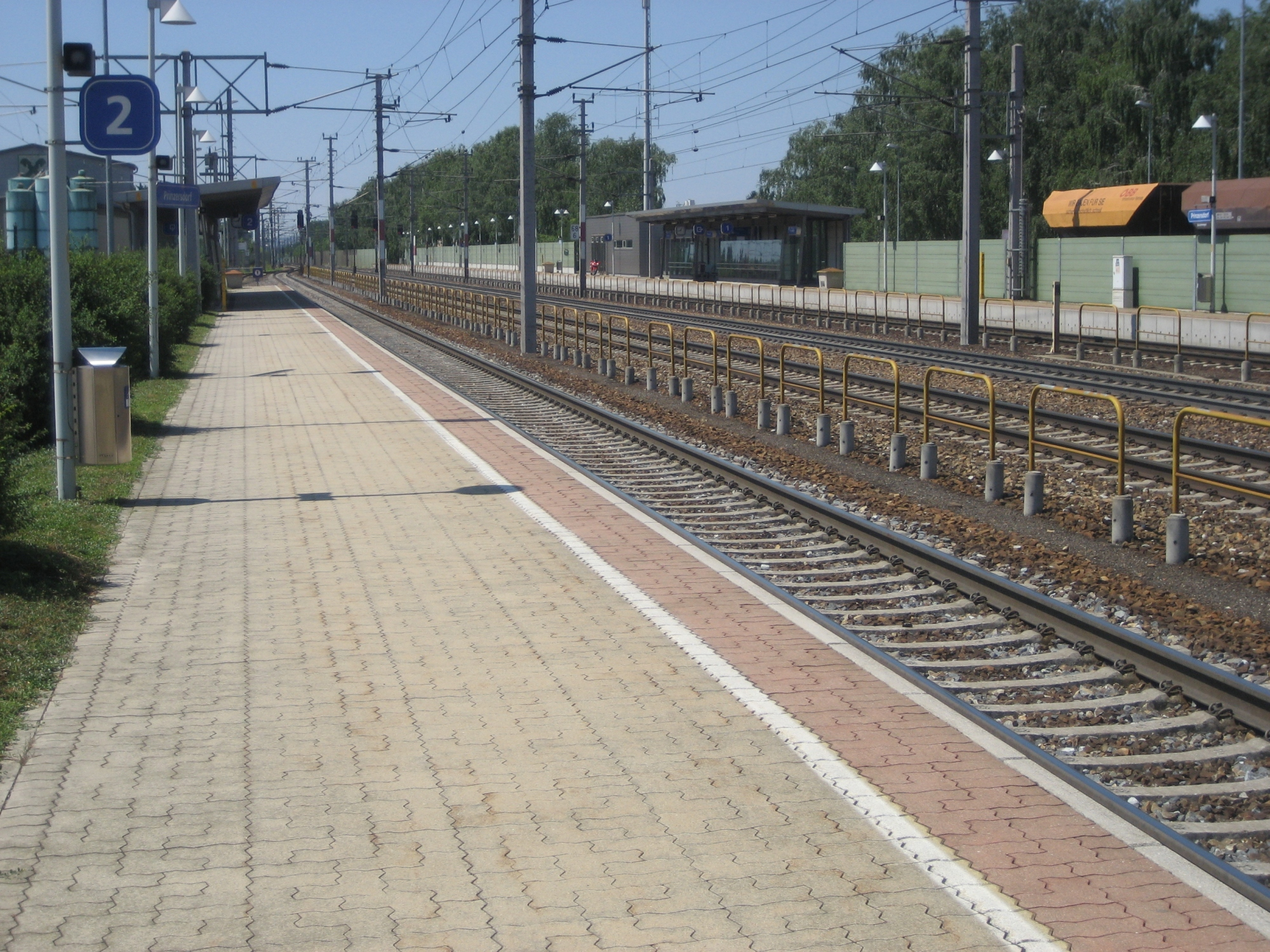
Bahnhof Prinzersdorf

Prinzersdorf liegt unmittelbar an der Wiener Straße B1 sowie der Westbahn mit eigenem Bahnhof, sodass beste Verbindungen in die nahe gelegene Landeshauptstadt St. Pölten zur Verfügung stehen. Obwohl ebenfalls nahe gelegen, ist die Westautobahn A1 erst nach einigen Kilometer Fahrt auf der B1 zu erreichen, wobei zur Anschlussstelle St. Pölten Süd das Stadtgebiet durchfahren werden muss.

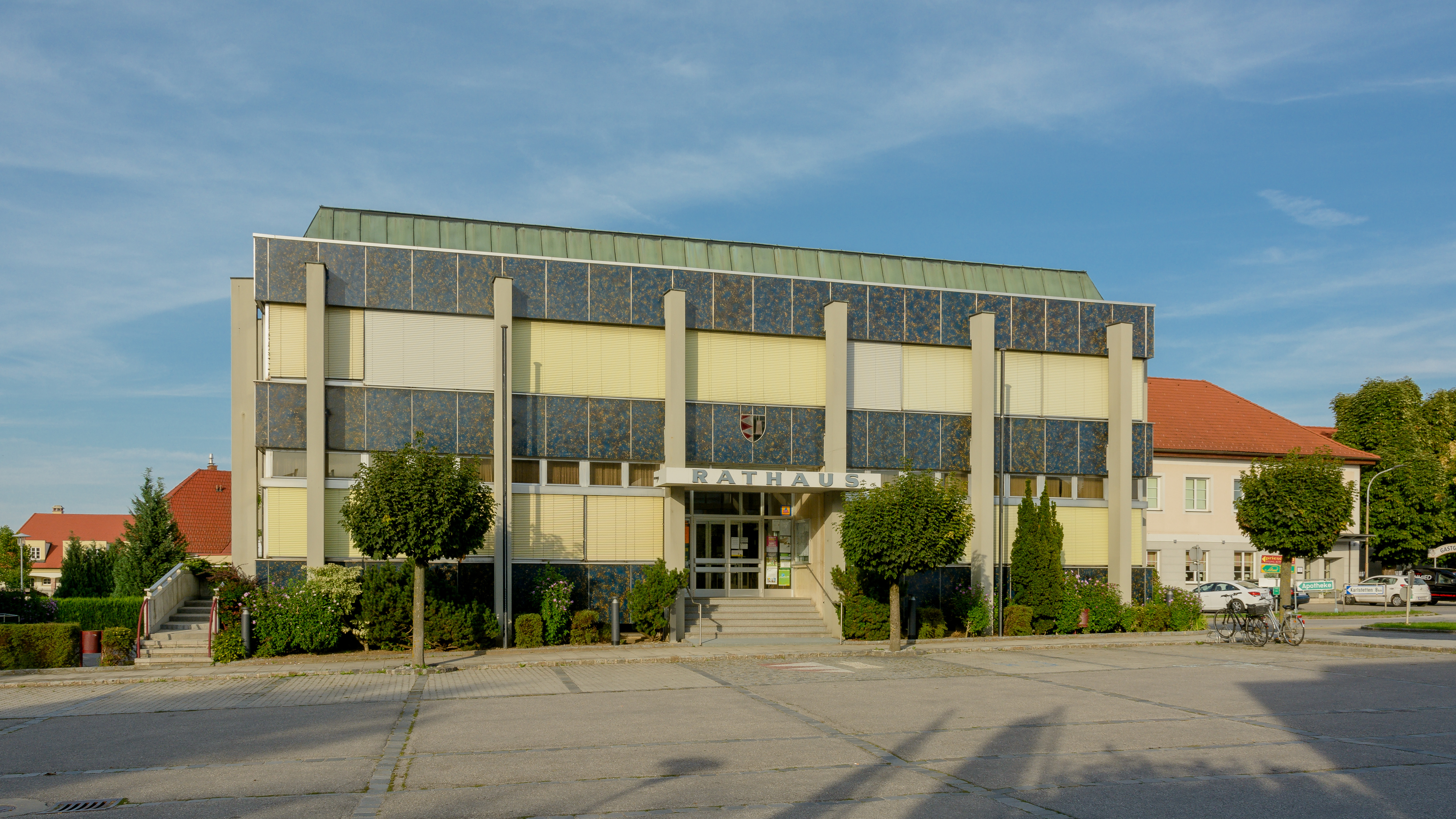
Rathaus Prinzersdorf vor der Renovierung

### Öffentliche Einrichtungen
In der Gemeinde gibt es einen Kindergarten und eine Mittelschule.

## Politik

### Gemeinderat
Im Marktgemeinderat gibt es bei insgesamt 19 Sitzen nach der Gemeinderatswahl 2020 folgende Mandatsverteilung:
| Partei | 2020    | 2020    | 2015  | 2015    |
| Partei | Prozent | Mandate | %     | Mandate |
| ------ | ------- | ------- | ----- | ------- |
| ÖVP    | 66,01   | 13      | 55,07 | 11      |
| SPÖ    | 25,99   | 5       | 36,71 | 7       |
| FPÖ    | 8,00    | 1       | 8,22  | 1       |

### Bürgermeister
Bürgermeister der Marktgemeinde ist Rudolf Schütz.

### Partnerstadt
Partnerstadt ist die Ungarische Stadt Letenye.